# John Chapman (abbé)
Pour les articles homonymes, voir John Chapman et Chapman.
John Chapman, né le 25 avril 1865 et mort le 7 novembre 1933, est un prêtre, écrivain et théologien catholique anglais, issu du mouvement d'Oxford. Il est abbé de l'abbaye de Downside de 1929 à sa mort. Il est spécialiste du Nouveau Testament et de la patristique ainsi que le fondateur de la Worth School.

## Biographie

### Une jeunesse anglicane
Prénommé Henry, Chapman est le fils d'un canoniste anglican de la cathédrale d'Ely. Il commence ses études dans le privé puis entre à la Christ Church d'Oxford en 1883. Il y reçoit un diplôme de première classe en 1886. L'année suivante, il décide de devenir prêtre au sein de l'Église anglicane.
Il est alors ordonné diacre en 1889 et sert dans la paroisse de Saint-Pancras, à Londres. Mais, membre du mouvement d'Oxford, il est de plus en plus attiré par le catholicisme qu'il ne reconnait plus dans l'Église d'Angleterre. 

### Conversion au catholicisme
En décembre 1890, alors qu'il est âgé de 25 ans, il reçoit le baptême catholique à l'Oratoire de Brompton.
En avril 1891, il entre au noviciat des Jésuites de Manresa House (Roehampton), mais, après huit mois, il rejoint l'abbaye bénédictine de Maredsous, en Belgique. C'est là qu'on lui donne le prénom de John. Il professe des vœux simples le 25 mars 1893, puis ses vœux solennels lors de la Pentecôte 1895.
Après son ordination sacerdotale en 1895, il rejoint l'abbaye d'Erdington, près de Birmingham, où il reste jusqu'en 1912, en tant que maître des novices.
Il passe ensuite de nouveau neuf mois à Maredsous. En février 1913, il est fait supérieur temporaire de la communauté bénédictine anglicane de l'île Caldey, récemment accueillie au sein de l'Église catholique et qui avait déménagé à Prinknash.

### Aumônerie militaire
Au début de la Première Guerre mondiale, Chapman est nommé professeur de théologie à l'abbaye de Downside, rejoignant ainsi les nombreux moines qui avaient fui Maredsous pour l'Angleterre. Au début de l'année 1915, lorsque ces moines sont déplacés en Irlande, il devient aumônier militaire des forces britanniques. Il arrive en France en juillet 1915 et vit dans les tranchées jusqu'en novembre, lorsqu'une blessure persistante au genou le mène à l'hôpital. À sa sortie, il est d'abord nommé à Boyton Camp (Wiltshire), puis revient en France après plusieurs mois. Enfin, de 1917 jusqu'à l'Armistice, il sert dans les camps de prisonniers de guerre.

### Abbaye de Downside
En 1919, il rejoint la communauté de l'abbaye de Downside. De 1919 à 1922, il passe la majeure partie de son temps à Rome, où il fait partie d'une commission pour la révision de la traduction de la Vulgate. En 1922, il retourne à Downside dont la communauté l'élit abbé en 1929. 
Durant son mandat, il porte les travaux des abbés Cuthbert Butler et Leander Ramsay. Downside devient alors une abbaye moderne, dans le courant dominant de la tradition bénédictine. En 1933, il fonde la Worth School dans une propriété rachetée au vicomte Cowdray.

## Publications

### Traduction française
- Dom John Chapman (trad. intro. et notes : abbé Hervé Benoît), Correspondance spirituelle, éd. du Carmel, 2004, 200 p. (ISBN 978-2847130201).

### Ouvrages originaux
- (en) St Irenaeus and the Dates of the Gospels, JTS 6, 1904-5 : 563–9.
- (en) Notes on the Early History of the Vulgate Gospels, Oxford 1908.
- (en) John the Presbyter, Oxford, 1911.
- (en) St Paul and the Revelation to St Peter, Rev. Ben. 29 (1912): 133–47.
- (en) Studies on the Early Papacy (1928, repr. 1971).
- (en) Spiritual Letters, Londres, 1935.
- (en) Matthew, Mark, and Luke, ed. J. M. T. Barton, Londres 1937.
- (en) The Condemnation of Pope Honorius, Londres, Catholic Truth Society, 1907.